# The Rat Pack Captured
The Rat Pack Captured è la registrazione di un concerto di beneficenza di Frank Sinatra, tenutosi alla Kiel Opera House di St. Louis, nel Missouri. È considerato l'unica registrazione esistente di un'esibizione dal vivo di lunga durata di Frank Sinatra, Dean Martin e Sammy Davis Jr., noti collettivamente col soprannome Rat Pack.